# Brewster (Washington)
Pour les articles homonymes, voir Brewster.
La ville de Brewster est située dans le comté d'Okanogan, dans l’État de Washington, aux États-Unis. 
Lors du recensement de 2010, sa population s’éleve à 2 370 habitants.

## Histoire
La ville est fondée en 1896 par John Bruster.

## Source
- (en) Cet article est partiellement ou en totalité issu de l’article de Wikipédia en anglais intitulé « Brewster, Washington » (voir la liste des auteurs).

1. ↑  « Origin of Washington geographic names, by Edmond S. Meany ... », sur HathiTrust (consulté le 4 juillet 2020).